# José Luis Herrera
José Luis Herrera (Guadalajara, Jalisco; 25 de abril de 1949-27 de septiembre de 2005) fue un futbolista mexicano que jugaba en el mediocampo defensivo. Fue dos veces internacional con la selección mexicana.

## Trayectoria
A los 17 años recibió su primer contrato profesional del Atlas de su ciudad y tres años después fue utilizado por primera vez en el primer equipo. En 1976, pasó a los Tigres de la UANL, con quienes ganó el Campeonato Mexicano de Fútbol en la temporada 1977-78.

## Clubes
| Club              | País   | Año       |
| ----------------- | ------ | --------- |
| Atlas             | México | 1969-1976 |
| Tigres de la UANL | México | 1976-1980 |
| Atlas             | México | 1980-1982 |

## Palmarés

### Títulos nacionales
| Título           | Equipo            | País   | Año     |
| ---------------- | ----------------- | ------ | ------- |
| Segunda División | Atlas             | México | 1971-72 |
| Primera División | Tigres de la UANL | México | 1977-78 |